# Xã Wheatland, Quận Mecosta, Michigan
Xã Wheatland (tiếng Anh: Wheatland Township) là một xã thuộc quận Mecosta, tiểu bang Michigan, Hoa Kỳ. Năm 2010, dân số của xã này là 1.403 người.